# Cambarincola demissus
Cambarincola demissus är en ringmaskart som beskrevs av Hoffman 1963. Cambarincola demissus ingår i släktet Cambarincola och familjen Cambarincolidae. Inga underarter finns listade i Catalogue of Life.